# 克里米亚自治共和国
44°57′08″N 34°06′09″E / 44.952117°N 34.102417°E
克里米亚自治共和国（羅馬化：Avtonomna Respublika Krym），自烏克蘭独立以来是其境內唯一的自治共和国，首府為辛菲罗波尔。克里米亚自治共和国位於克里米亚半岛上，面积達26,100平方公里，人口為1,973,185（2007年）。這些數字不包括塞瓦斯托波爾市人口。该市虽然也在半岛上，但在行政上與克里米亚自治共和國分離。1992年一度獨立，後來歸屬烏克蘭。
2014年3月烏克蘭動亂中，俄罗斯派出没有识别标识的俄军部队，突然侵占了克里米亞的各城市及战略要地，迫使乌克兰驻軍撤走，随即操控克里米亚自治共和国議會宣布联合塞瓦斯托波爾市脱离烏克蘭“独立”，在原克里米亞自治共和国地区成立克里米亞共和国，并随即在俄军占领下举行了不受乌克兰和国际社会承认的自決“公投”請求加入俄罗斯联邦。
2014年3月18日，克里米亚与俄罗斯签署入俄条约，俄罗斯法律在克里米亚正式实施，並宣佈從即日起克里米亚半岛正式成为俄罗斯联邦的一部分，而克里米亞共和国与塞瓦斯托波爾市随后被编入新设立的克里米亚联邦管区。乌克兰方面则表示永远不会承认克里米亚加入俄罗斯联邦。

## 歷史
苏联成立后，克里米亚原属于俄罗斯苏维埃社会主义联邦共和国管辖。1954年2月19日，苏联最高苏维埃主席团决议为纪念乌克兰加入俄罗斯三百年，将克里米亚由俄罗斯苏维埃社会主义联邦共和国划归乌克兰苏维埃社会主义共和国。当时的苏共总书记是赫鲁晓夫。
苏联解体后，克里米亞半岛成为乌克兰的一部份。1992年5月5日，克里米亞共和国宣布将举行独立公投，同年6月，在俄罗斯的調解下决定成为乌克兰的一个自治共和国，俄罗斯聯邦租借塞瓦斯托波尔军港的部份作为黑海舰队的基地。
2014年烏克蘭政局動盪不安，2月初俄羅斯聯邦軍未經烏克蘭同意逕自派遣部隊進入烏克蘭的克里米亞區，并称此举是回應自治共和國總理阿克肖諾夫的求援。同年3月6日，俄军操控克里米亞議會通過加入俄羅斯的提案，并准备在3月16日舉辦独立公投。烏克蘭政府與G8國家都表示：3月16日公投沒有任何法律依據。依照《烏克蘭憲法》，任何國界或領土改變必須經由全國性（而非地區性）投票。
2014年3月11日，克里米亞自治共和国議會有81位出席議員有78人投下贊成票，通過「宣告克里米亞自治共和國和塞瓦斯托波尔市獨立」。克里米亞自治共和国於3月16日發起了克里米亞歸屬公投，讓克里米亞選民決定是否從烏克蘭獨立，並且加入俄羅斯聯邦。投票结果显示绝大多数选民选择加入俄羅斯聯邦。克里米亞共和国遂成立，并与塞瓦斯托波爾市一起宣布脱乌入俄，被编入俄罗斯的克里米亚联邦管区，但烏克蘭政府與國際各國普遍未予以承认。

## 人口
除俄罗斯人和乌克兰人外岛上还有约26万重归故乡的克里米亞鞑靼人、约1000说突厥语的犹太教徒卡拉伊姆人、斯拉夫化的德意志人（部份意見認為是東哥德人直系後裔）、罗姆人、波兰人、阿塞拜疆人、朝鲜人、希腊人和保加利亚人。尤其俄罗斯人和乌克兰人之间的关系比较紧张。克里米亚德意志人的数目在1941年是45,000人。1944年，70000希腊人从克里米亚随着200,000克里米亚鞑靼人和其他民族一起被驱逐到中亚和西伯利亚。
從1989年到2001年，儘管有重歸故鄉的克里米亞韃靼人，克里米亞的人口還是減少了396,795人，佔1989年人口的16.33%。從2001年到2005年的人口再減少39,400人，較2001年下降約2%。
根據2001年烏克蘭人口普查的結果，克里米亞總人口數為2,033,700。全部人口中民族构成为：俄羅斯人58.32%，乌克兰人24.32%，克里米亞韃靼人12.10%，白俄罗斯人1.44%，鞑靼人0.54%，亚美尼亚人0.43％，犹太人0.22%，意大利人0.015%。
目前克里米亞有2/3的移民是從烏克蘭的其他地區移入，每5人有1人是來自前蘇聯，每40人有1人來自前蘇聯以外的地區。3/4的人離開克里米亞遷往烏克蘭的其他地區，每20人有1人遷移到西方。

### 語言
在克里米亞，大多數人是使用俄語。政府的業務工作主要還是使用俄語。俄语为克里米亚自治共和国官方语言。其次是烏克蘭語。另一種廣泛使用的語言是克里米亞韃靼語。
人口普查提到，77%的克里米亞居民表示俄語為他們的母語，11.4%為克里米亞韃靼語，10.1%為烏克蘭語。

## 行政區劃
2020年7月乌克兰在全境实行了行政区划改革，包括当时被俄罗斯占领的克里米亚半岛。克里米亚自治共和国的14个区和11个共和国直辖市重组为10个区。设立新区的法律在2023年9月7日正式生效。值得注意的是，新设立的巴赫奇萨赖区包括部分原属特殊地位城市塞瓦斯托波爾（不在克里米亚自治共和国境内）的区域。
1. 巴赫奇萨赖区
2. 比洛希尔斯克区
3. 占科伊区
4. 叶夫帕托里亚区
5. 库尔曼區
6. 彼列科普区
7. 辛菲罗波尔区
8. 刻赤区
9. 雅尔塔区
10. 费奥多西亚区

### 2023年之前的区划

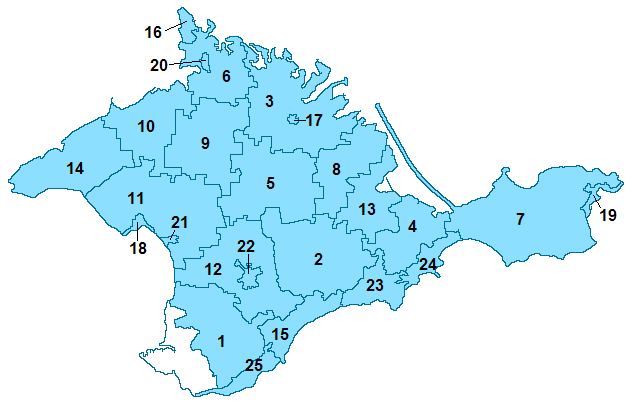
克里米亞自治共和国旧的行政區劃

2023年之前克里米亞自治共和国共分為25個行政区域：14個區和11個共和国直辖市。雖然塞瓦斯托波爾位於克里米亞半島，但在行政上獨立於克里米亞自治共和国，是烏克蘭兩個特殊地位城市（直轄市）之一。
區份：
1. 巴赫奇萨赖区
2. 比洛希尔斯克区
3. 占科伊区
4. 伊斯兰泰雷克区
5. 库尔曼區
6. 彼列科普区
7. 叶迪库尤区
8. 下希尔斯基区
9. 五一村区
10. 罗兹多利内区
11. 萨基区
12. 辛菲羅波爾區
13. 伊奇基區
14. 黑海村區
共和国直辖市：
15. 阿盧什塔
16. 亞美尼亞斯克
17. 占科伊
18. 叶夫帕托里亚
19. 刻赤
20. 亚内卡普
21. 萨基
22. 辛菲羅波爾
23. 蘇達克
24. 费奥多西亚
25. 雅爾塔

### 主要城市
- 辛菲羅波爾：首府
- 刻赤：烏克蘭重要的工業、運輸與旅遊中心
- 費奧多西亞：港口與度假城市
- 雅爾達：克里米亞最重要的觀光勝地之一

## 克里米亞部長會議主席
1. 1992年2月26日，克里米亚自治共和国成立；
2. 1992年5月5日，宣布独立；
3. 1992年5月20日，取消独立；
4. 1996年6月28日成为乌克兰的自治共和国；
5. 2014年2月28日，遭俄罗斯派遣的无识别标识军队（小绿人）占领
6. 2014年3月，俄占当局宣布“独立”并加入俄罗斯联邦（参见2014年克里米亚归属公投、俄罗斯联邦并吞克里米亚），该行为不受乌克兰及国际社会普遍认可。

| 名字                           | 在位时间                     | 所属政党       |
| ------------------------------ | ---------------------------- | -------------- |
| 尼古拉·瓦西罗维奇·巴罗夫       | 1991年6月17日-1994年2月4日   | 乌克兰共产党   |
| 尤里·梅什科夫                  | 1994年2月4日-1995年3月17日   | 克里米亚共和党 |
| 谢尔希·帕夫洛维奇·采科夫       | 1995年3月17日-1995年7月6日   | 克里米亚共产党 |
| 耶夫亨·苏普鲁亚克              | 1995年7月6日-1996年10月10日  | 俄罗斯集团     |
| 瓦西里·阿列克谢奥维奇·基谢廖夫 | 1996年10月10日-1997年2月13日 | 无党派         |
| 阿纳托利·帕夫洛维奇·格里岑科   | 1997年2月13日-1998年5月14日  | 经济复苏党     |
| 里昂·伊万诺维奇·赫拉奇         | 1998年5月14日-2002年4月29日  | 乌克兰共产党   |
| 鲍里斯·达维多维奇·戴奇         | 2002年4月29日-2006年5月12日  | 地区党         |
| 阿纳托利·帕夫洛维奇·格里岑科   | 2006年5月12日-2010年3月17日  | 地区党         |
| 沃洛·安德里耶维奇·康斯坦丁诺夫 | 2010年3月17日-               | 地区党         |